# 劉道鄰
刘道鄰（368年—422年7月21日），刘翘第二子，宋武帝刘裕异母弟，母為孝懿皇后萧文寿。

## 生平
刘道鄰早年为国子学生。刘裕平定桓玄之乱时，刘道鄰留在家中侍奉母亲。桓玄之乱平定后，出任员外散骑侍郎。不久改任建威将军、南彭城内史。刘裕镇守京口时，进号龙骧将军，又领堂邑太守，戍石头。晋安帝义熙二年（406年），加任使持节、监征蜀诸军事，封新兴县五等侯。义熙四年（408年），代替诸葛长民出任并州刺史、义昌太守。当时北魏南侵，刘道鄰镇守山阳，进号征虏将军，加任督淮北军郡事、北东海太守，因破鲜卑军有功，进封新渝县男，食邑五百户。
义熙五年（409年），刘道鄰跟从刘裕攻伐广固，常作军锋。广固攻陷后，慕容超率亲兵欲突围逃走时，被刘道鄰所部擒获，刘道鄰因功加使持节，进号左将军。义熙七年（411年），改任北徐州刺史，移镇彭城。义熙八年（412年），刘裕讨伐刘毅，征刘道鄰为都督兖、青二州晋陵、京口、淮南诸郡军事、兗州刺史、青州刺史。义熙九年（413年），因刘道鄰攻伐广固的战功，改封其为竟陵县公，食邑一千户，原先的新渝县男一爵赐予刘义宗。义熙十年（414年），进号中军将军，加散骑常侍。义熙十一年（415年），改任都督荆、秦、宁、湘、益、梁、雍七州诸军事、骠骑将军、镇护南蛮校尉、开府仪同三司、荆州刺史。刘道鄰贪财，致使镇守之地的府库空虚。晋恭帝元熙元年（419年），解任尚书令，进位司空，出镇京口。
同年，宋王刘裕任命次子刘义真为扬州刺史，刘道邻的母亲宋太后萧文寿说刘道邻是武帝的布衣兄弟，宜用为扬州。刘裕说自己对刘道邻不会吝惜，但扬州是根本所寄，事务至重，非刘道邻所能处理。太后说刘道邻年过五十难道不如十岁孩子（刘义真时年十三岁），刘裕答，刘义真为刺史，事无大小还是自己做主，而刘道邻年长不亲事，声望将不足。太后无言。
宋武帝永初元年六月庚午（420年7月13日），封长沙王，食邑五千户，进位太尉。
永初三年六月戊子（422年7月21日），刘道鄰去世，时年五十五岁，追赠太傅，谥景。

## 家庭

### 夫人
- 檀憲子，琅邪郡太守檀貔孙女，永宁县县令檀畅之女[3]，檀珪的堂姑奶奶

### 后代
- 长子：长沙成王劉义欣
  - 孙：长沙悼王劉瑾
    - 曾孙：劉粲
    - 曾孙：长沙王劉纂
      - 玄孫：始平王劉延之

  - 孙：劉楷
  - 孙：劉瞻
  - 孙：劉韫
  - 孙：劉弼
  - 孙：劉鉴
  - 孙：劉勰
    - 曾孫：劉恬[4]

  - 孙：劉颢
  - 孙：劉述
- 次子：临川康王劉义庆，出继弟弟劉道規
  - 孙：临川哀王劉烨
    - 曾孙：临川王劉绰
    - 曾孙：劉绾

  - 孙：劉衍
  - 孙：劉镜
  - 孙：劉颖
  - 孙：劉倩
- 三子：桂阳恭侯劉义融
  - 孙：桂阳孝侯劉顗
  - 孙：临澧忠侯劉袭
    - 曾孙：桂阳侯劉晃
    - 曾孙：临澧侯、东昌侯劉旻

  - 孙：劉彪
  - 孙：劉寔
  - 孙：劉季
- 四子：新渝惠侯劉义宗
  - 孙：新渝怀侯劉玠
  - 孙：劉秉
    - 曾孙：新渝侯劉承
    - 曾孙：劉俣

  - 孙：劉谟
  - 孙：劉遐
- 五子：兴安肃侯劉义宾
  - 孙：兴安惠侯劉综
    - 曾孙：兴安侯劉宪

  - 孙：劉琨
- 六子：营道僖侯劉义綦
  - 孙：营道侯劉长猷

## 延伸阅读
[在维基数据编辑]
 《宋書·卷51》，出自沈约《宋书》
 《南史·卷13》，出自李延壽《南史》